# Seznam pokrmů ze syrových ryb
Toto je seznam pokrmů ze syrových ryb nebo měkkýšů. Zahrnuje i marinované syrové ryby a surové ryby, které jsou naložené v soli nebo cukru, jako je gravlax, ale ne úplně vytvrzené (fermentované, nakládané, uzené nebo jinak konzervované).

## Seznam pokrmů ze syrových ryb
| Název          | Fotografie                   | Země původu   | Popis |
| -------------- | ---------------------------- | ------------- | --- |
| Carpaccio      |                              | Itálie        | Velmi tenké kousky marinovaného mečouna, tuňáka, nebo jiné velké ryby (rybí varianta hovězího carpaccia). |
| Ceviche        |                              | Peru          | Marinovaný pokrm ze syrových ryb. |
| Crudo          |                              | Itálie        | Syrová ryba s olivovým olejem, mořskou solí, a citronem. |
| E'ia Ota       |                              | Tahiti        | Syrový tuňák v kokosovém mléce s limetkou. |
| Esqueixada     |                              | Katalánsko    | Salát ze syrové tresky s rajčaty a černými olivami. |
| Gravlax        | Gravlax served with eel pâté | Severské země | Pokrm skandinávské kuchyně, která se připravuje ze syrového lososího masa. Vykostěné filety (kůže se obvykle ponechává) se obalí v hrubozrnné mořské soli, pískovém cukru a čerstvém kopru (někdy se přidává i alkohol, například vodka, aby ryba zkřehla) a nechají se nejméně dva dny marinovat v chladu. Pak se maso očistí a krájí na velmi tenké plátky. Podává se s tmavým chlebem a omáčkou hovmästarsås složenou z hořčice, oleje a sekaného kopru jako předkrm nebo součást švédských stolů. |
| Gohu Ikan      |                              | Indonésie     | Jedná se o pokrm, který může být připraven z tuňáka nebo mořské štiky. Ryba je nasekána na malé kousky. Aby se pokrm zbavil rybiny, ryba je tak dlouho promývána, dokud v ní není žádná krev. Po umytí je ryba marinována v soli a citronové šťávě. Původně červené maso je nyní bílé. Dále je ochucen cibulí, chili a bazalkou. Pokrm je kyselý, pikantní, se silným aromatem bazalky. |
| Hinava         |                              | Malajsie      | Tradiční jídlo Kadazanů ze Sabahu. Syrové rybí maso (většinou bílé barvy) je marinováno v citronové nebo limetkové šťávě, s plátky šalotky, nakrájeným zázvorem a s nakrájenými semeny z rostliny Mangifera pajang, což je speciální druh divokého manga, co roste na Borneu. Někdy se přidává i chilli nebo hořká tykev. |
| Hoe            |                              | Korea         | Mix syrových mořských plodů podávaných se sojovou omáčkou nebo s chilli omáčkou určenou na namáčení. |
| Kelaguen       |                              | Mariany       | Pokrm marinovaný v marinádě z citronové šťávy, kokosu, zelené cibulky, soli achilli. |
| Kilawin        |                              | Filipíny      | Syrové ryby marinované v octu nebo citrusu, někdy se do marinády přidává i kokosové mléko. |
| Koi pla        |                              | Thajsko       | Mleté nebo jemně nasekané syrové rybí maso v pikantním salátu. Nejvíce populární je v Isánu. |
| Kokoda         |                              | Fidži         | Běžný pokrm z ryb s bílým masem. |
| Kuai           |                              | Čína          | Proužky syrového rybího masa (nejčastěji z kapra, mandarínské ryby nebo lososa) s omáčkou. |
| Lakerda        |                              | Turecko       | Nakládaná pelamida, jí se jako meze. Známý již za Osmanské říše. |
| Lap pa Lap pla |                              | Laos Thajsko  | Laoský a thajský salát z říčních ryb smíchaných s limetou, koriandrem, mátou, zelenou cibulkou, pečenou rýží a chilli. |
| 'Ota 'ika      |                              | Tonga         | Pokrm ze syrové ryby s kokosem, rajčaty, citronem a jarní cibulkou. |
| Poke           |                              | Havaj         | Salát ze syrové ryby |
| Sašimi         |                              | Japonsko      | Nakrájené syrové mořské plody a ryby. Před požitím se namáčí v sojové omáčce a wasabi. |
| Matjes         |                              | Nizozemsko    | Pokrm ze sledě matjes namočený v mírné konzervační kapalině. |
| Stroganina     |                              | Sibiř         | Jídlo původních obyvatelů Arktidy a Sibiře, vyrábí se ze zmrzlých ryb. |
| Tiradito       |                              | Peru          | Varianta ceviche ovlivněná sašimi. |
| Tuna tartare   |                              | USA           | Tatarák z tuňáka. |
| Umai           |                              | Malajsie      | Pokrm blízký hinavě, populární v Sarawaku. |
| Xato           |                              | Katalánsko    | Syrové tresky, ančovičky a tuňáci s ecarole, olivami a omáčkou romesco. |
| Yusheng        |                              | Malajsie      | Salát ze syrových ryb. |